# Escaldes-Engordany
Escaldes-Engordany (katalanskt uttal: [əsˈkaldəz əŋɡuɾˈðaɲ], spanska: Las Escaldas-Engordany) är en av Andorras sju parròquies (kommuner). Den grundades 1978 genom en delning av Andorra la Vella. Namnet kommer från de två sammanväxta orterna Les Escaldes och Engordany. Escaldes-Engordany ligger i sydöstra delen av furstendömet. Kommunen (parròquia) hade 14 724 invånare (2021), på en yta om 32 km².